# Ligne de Lesparre à Saint-Symphorien
La ligne de Lesparre à Saint-Symphorien est une ancienne ligne de chemin de fer française non électrifiée de la région Aquitaine. Elle reliait Lesparre-Médoc à Saint-Symphorien, à 140,669 km au sud, via Facture.
Elle permettait les correspondances avec la ligne de Bordeaux à Bayonne à Facture, la ligne de Bordeaux à Lacanau à Lacanau-Ville et la ligne du Médoc à Lesparre-Médoc.
Elle a été ouverte en deux parties : le 7 janvier 1884 entre Facture et Arès et le 20 octobre 1884 entre Arès et Lesparre-Médoc. Elle fut propriété de la Société générale des chemins de fer économiques (SE).
L'essentiel de l'activité de fret était le transport de produits forestiers notamment pour l'usine de cellulose du pin de Biganos près de Facture.
Dans les années 1990, la ligne est remplacée par une piste cyclable. La plupart des gares existent toujours et ont été transformées en habitation individuelle, en syndicat d'initiative (Andernos), en maison associative (Arès), en maison de la chasse (Lège), etc.

## Histoire

### Chronologie

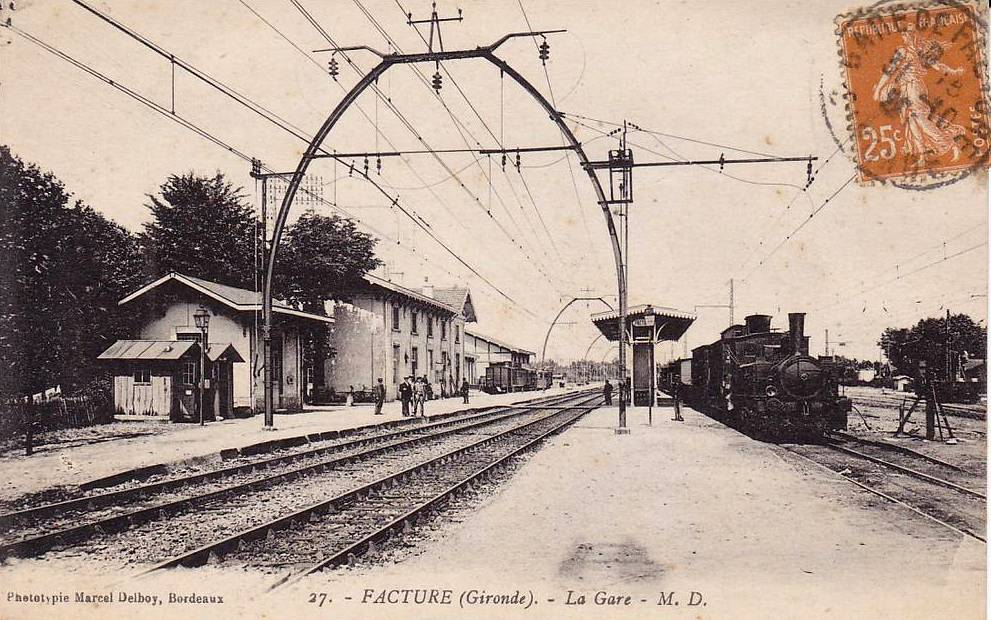
Un train en gare de Facture

- 28 mai 1881 : concession à la Société générale des chemins de fer économiques,
- 7 janvier 1884 : ouverture de la section d'Arès à Facture (20,728 km)[2],
- 17 mars 1884 : ouverture de la section de Facture à Saint-Symphorien (50,204 km)[2],
- 20 octobre 1884 : ouverture de la section d'Arès à Lesparre (69,737 km)[2],
- Fermeture définitive aux voyageurs : 1952[3].
- Fermeture définitive aux marchandises : 1954[3].
- Déclassement : 1979[4]

### Origine
Le 3 décembre 1878, par convention, le département de la Gironde concède pour 99 ans à la société anonyme dénommée « Compagnie des chemins de fer des Landes » le réseau d'intérêt local dit « des Landes de la Gironde », comprenant notamment une ligne de ceinture de Lesparre à Saint-Symphorien. Le 3 juillet 1879 un avenant stipule : la société concessionnaire sera déchue de plein droit si elle n'a pas, dans un délai d'une année après la date du décret approbatif de la présente convention, augmenté son capital-actions jusqu'à concurrence de la moitié au moins de la somme nécessaire pour les fournitures et travaux qu'elle prend à sa charge. La convention et l'avenant sont approuvés par décret délibéré en Conseil d'État le 28 août 1879.
Le 28 août 1880, la compagnie, n'ayant pas remplie les conditions prescrites, est déchue de plein droit de cette concession.
Le 28 mai 1881, monsieur Henry Doniol (Préfet de la Gironde), agissant au nom du département en vertu de la délibération du 14 septembre 1880 et la Société générale des chemins de fer économiques, ayant son siège au numéro 3 de la rue d'Antin à Paris, représentée par monsieur Level (son directeur) délégué à cet effet par la délibération du conseil d'administration du 8 septembre 1880, conviennent notamment d'une concession pour 99 ans, la construction et l'exploitation, du chemin de fer des Landes de la Gironde. Il comprend entre autres une ligne principale de Lesparre à Saint-Symphorien. Le concessionnaire s'engage à se conformer aux projets approuvés par l'administration préfectorale qui lui seront remis.

## Gares
La ligne desservait les gares de :
- (000,0) Lesparre-Médoc  correspondance avec la ligne du Médoc
- (004,9) Blanc
- (011,7) Naujac-sur-Mer-Saint Isidore
- (018,4) Cartignac, arrêt facultatif
- (021,6) Hourtin
- (025,1) Lupian, halte
- (030,5) Pipeyrous, arrêt facultatif
- (033,6) Carcans
- (038,3) Devinas, arrêt facultatif
- (045,4) Lacanau-Ville, correspondance avec la ligne de Bordeaux à Lacanau
- (049,1) Mistre, arrêt facultatif
- (052,3) Mistre, halte
- (056,5) Le Porge
- (061,3) Lauros, arrêt facultatif
- (063,5) La Saussouze, arrêt facultatif
- (066,5) Lège
- (069,7) Arès
- (073,5) Andernos-les-Bains
- (077,1) Taussat
- (080,3) Lanton
- (083,2) Audenge
- (090,4) Facture, correspondance avec la ligne de Bordeaux à Bayonne de la Compagnie du Midi
- (095,6) Mios
- (099,4) La Saye, arrêt facultatif
- (102,9) Salles
- (107,5) Le Bournet, halte
- (112,4) Belin-Béliet
- (117,5) Joué, halte
- (123,4) Hostens, embranchement des SE vers Beautiran
- (131,6) Tuzan
- (140,6) Saint-Symphorien, raccordement à la ligne de la SE du Nizan à Luxey

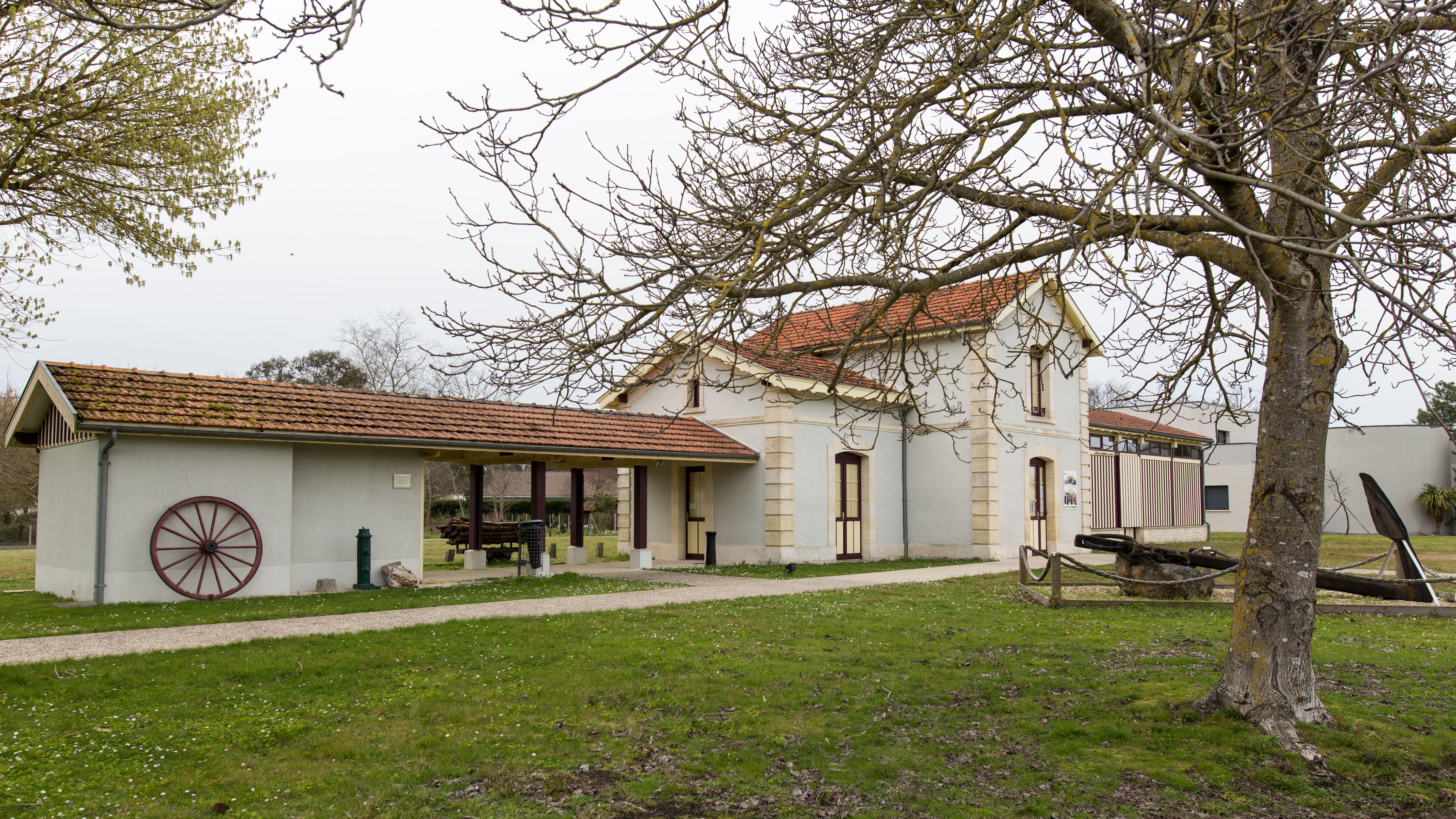
L'ancienne gare de Hourtin.
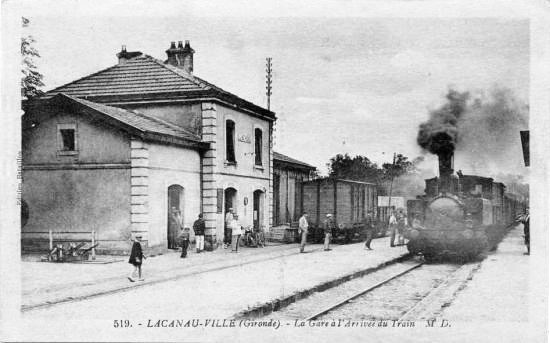
L'ancienne gare de Lacanau-ville.
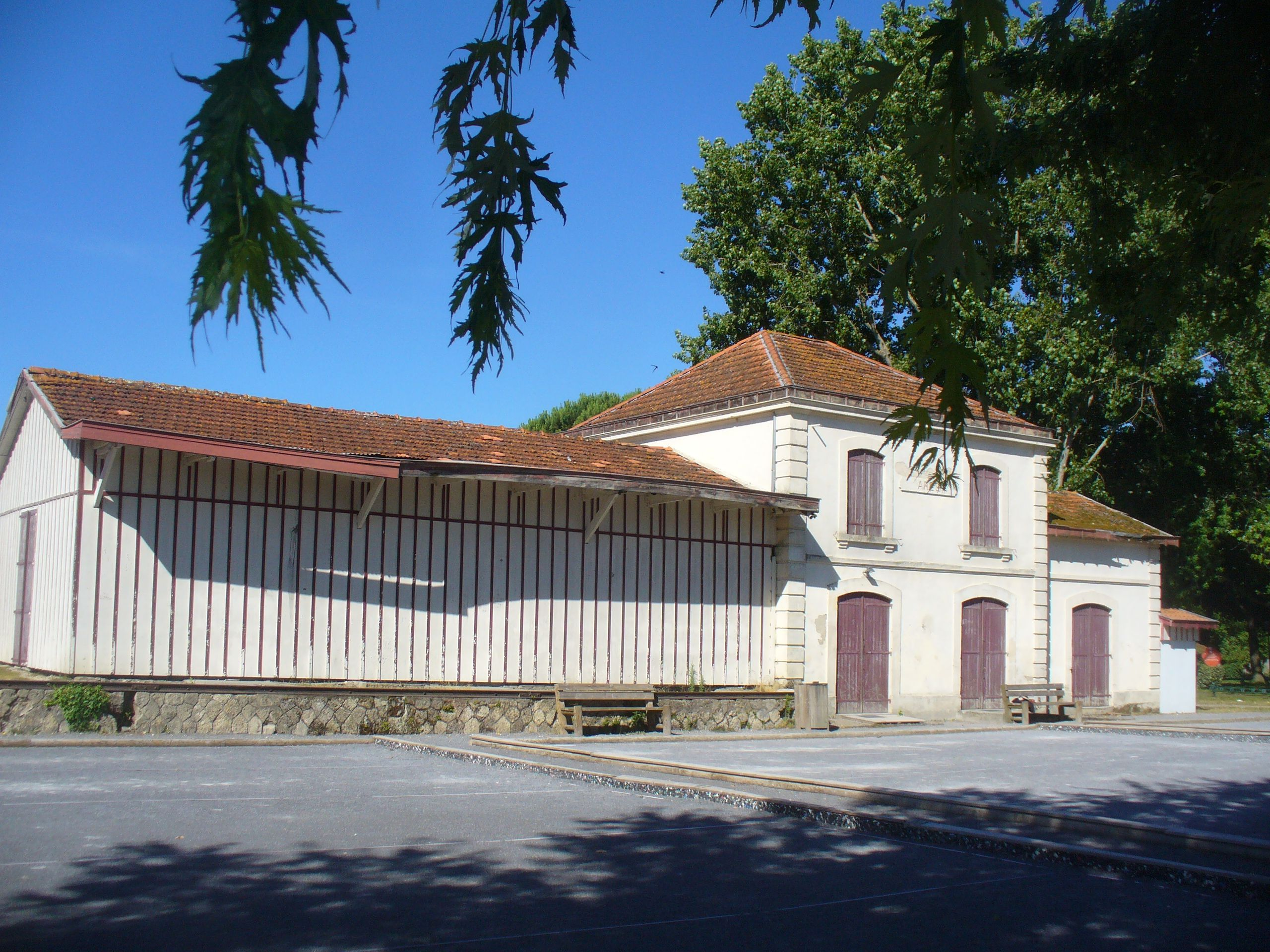
L'ancienne gare d'Arès.
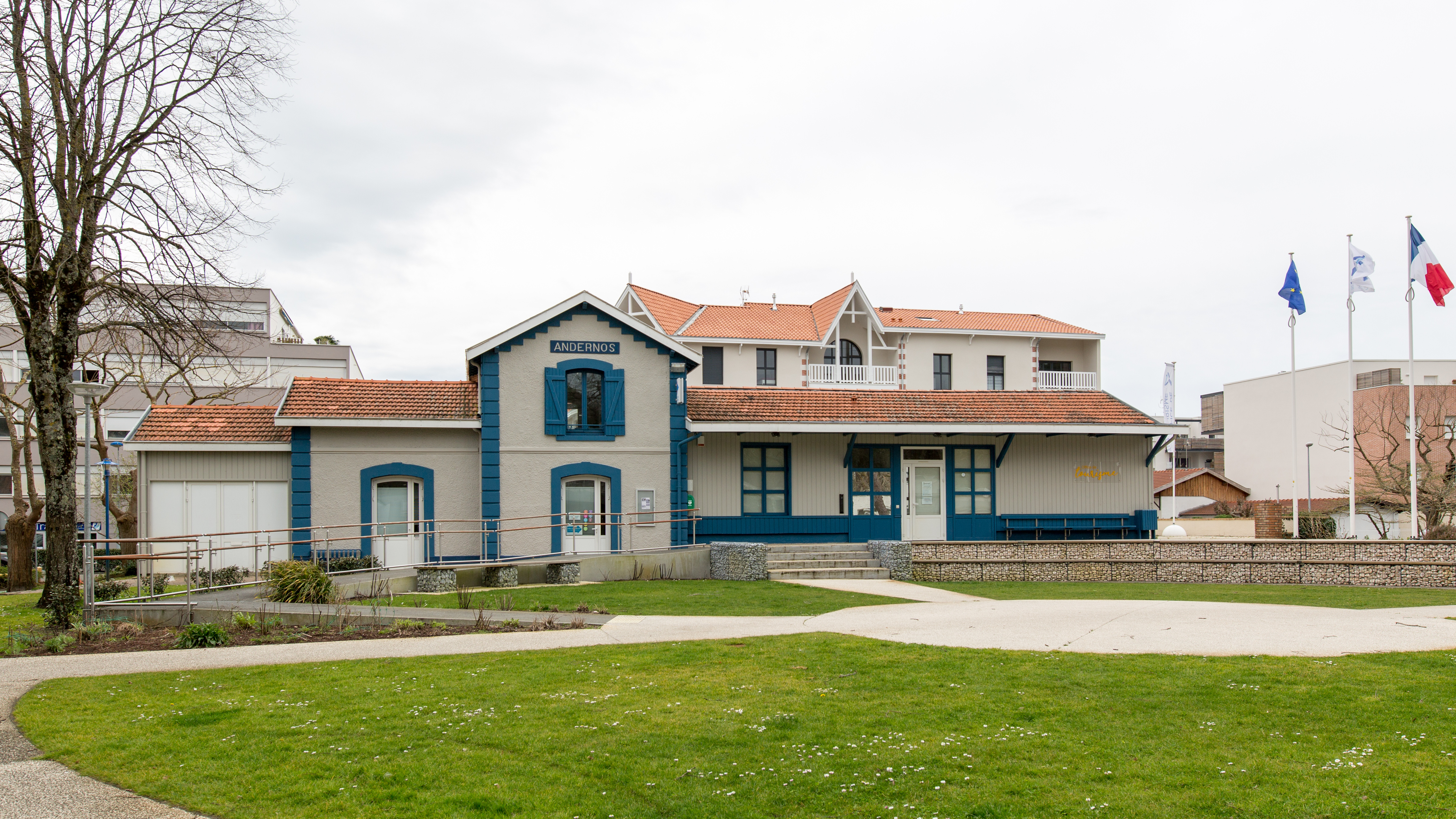
L'ancienne gare d'Andernos-les-Bains.
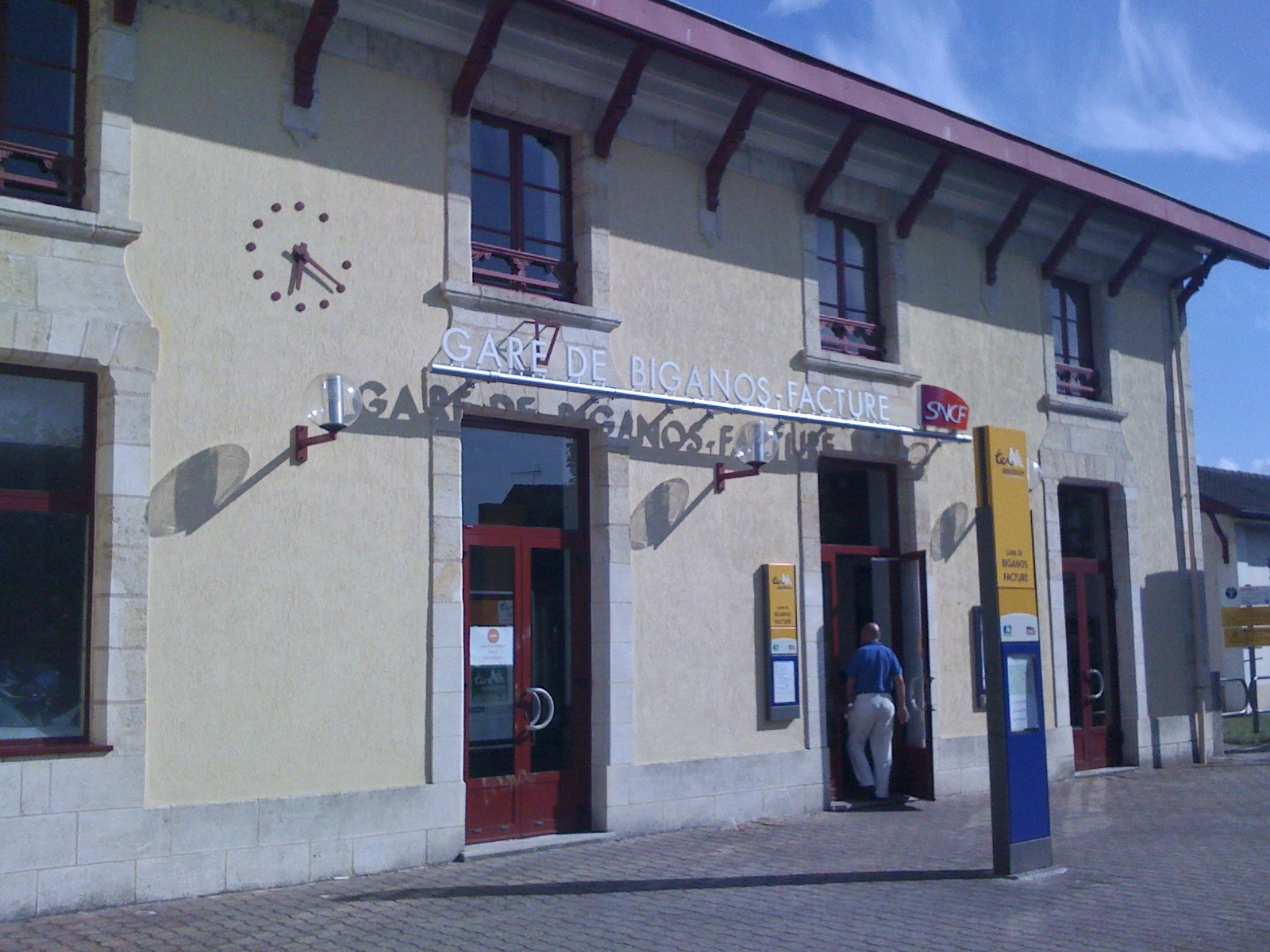
La gare de Facture-Biganos.
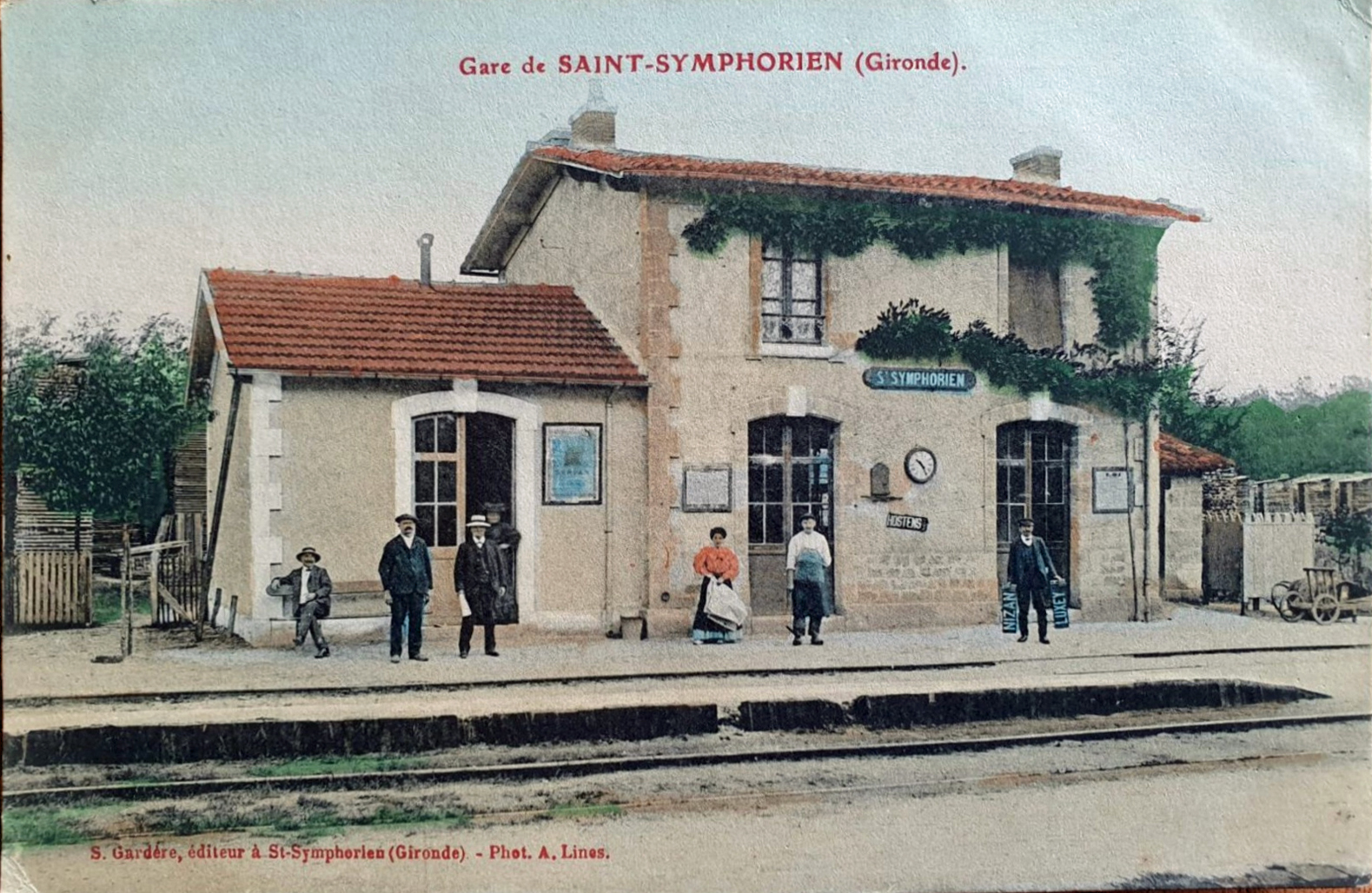
L'ancienne gare de Saint-Symphorien.